# Franz Hohenberg
František Ferdinand, vévoda z Hohenbergu, (něm. Franz Ferdinand, Herzog von Hohenberg, narozen 13. září 1927 zámek Artstetten, Dolní Rakousy – 16. srpen 1977 Ried in der Riedmark, Rakousko) byl nejstarší syn Maxmiliána z Hohenbergu a hraběnky Marie z Waldburgu na Wolfeggu a Waldsee. Byl tak vnukem následníka rakousko-uherského trůnu arcivévody Františka Ferdinanda d'Este a jeho nerovnorodé manželky Žofie Chotkové, vévodkyně z Hohenbergu.
Po rozpadu Rakouska-Uherska byly všechny rakouské šlechtické tituly zrušeny zákonem z roku 1919 a od té doby jména šlechticů sestávají pouze ze jména a příjmení, bez předložky von nebo titulu. Občanským jménem tedy nyní byl Franz Ferdinand Hohenberg.

## Rodina
Narodil se jako Jeho Jasná Výsost princ František Ferdinand z Hohenbergu, ale v roce 1962 po smrti svého otce se stal druhým vévodou z Hohenbergu a hlavou rodu Hohenbergů.
Dne 9. května 1956 se princ František v Lucemburku oženil s princeznou Alžbětou Lucemburskou, dcerou Šarloty, velkovévodkyně lucemburské. Pár má dvě děti:
- princezna Anna (Anita) z Hohenbergu narozena na zámku Berg, Lucembursko, 18. srpna 1958, poprvé vdaná 15. července 1978 (rel) na zámku Artstetten 22. července 1978 (rozv. 1998) za Romée de la Poëze, hrabě z Harambure (nar. 15. července 1949, Düsseldorf) dětné. Vdaná podruhé 9. července 2005 na zámku Kornberg za hraběte Andrease von Bardeau (nar. 13. února 1957, Štýrský Hradec) bez dětí.
- princezna Sophie z Hohenbergu, narozena na zámku Berg, Lucembursko, 10. května 1960 a vdána na zámku Artstetten, 18. června 1983 za Jean-Louis Marie René Ghislain de Potesta (narozeného 8. února 1951, Liège) mají děti.

Jelikož neměl mužského potomka, nahradil ho v jeho funkci jeho mladší bratr Georg jako hlava rodu Hohenberg.